# Anna Nicoletti
Anna Nicoletti (Arzignano, 3 gennaio 1996) è una pallavolista italiana, opposto dell'Eczacıbaşı.

## Carriera

### Club
La carriera di Anna Nicoletti inizia nella stagione 2011-12 quando entra a far parte della squadra federale del Club Italia, dove resta per tre annate, partecipando al campionato di Serie B1.
Nella stagione 2014-15 fa il suo esordio nella pallavolo professionistica con l'ingaggio da parte dell'Imoco di Conegliano, in Serie A1, club con il quale, nell'annata 2015-16, si aggiudica lo scudetto.
Per il campionato 2016-17 si accasa alla Pro Victoria, neopromossa in Serie A1, per poi far ritorno all'Imoco nella stagione successiva, terminata con la vittoria dello scudetto. Nell'annata 2018-19 veste la maglia del Millenium Brescia per poi passare, nella stagione seguente, al Filottrano. Ritorna quindi al club di Brescia per l'annata 2020-21, sempre nella massima divisione italiana.
Nella stagione 2021-22 si trasferisce per la prima volta all'estero, accettando la proposta del club turco dell'Aydın BB, in Sultanlar Ligi, a cui è legata per tre annate, per poi firmare nella stagione 2024-25 per l'Eczacıbaşı, nella stessa divisione.

### Nazionale
Con la nazionale italiana under 18 vince la medaglia d'argento al campionato europeo 2013; con la nazionale under 20 si aggiudica la medaglia di bronzo al campionato mondiale 2015.
Nel 2019 ottiene le prime convocazioni in nazionale maggiore, con cui, nello stesso anno, conquista la medaglia d'argento alla XXX Universiade.

## Palmarès

### Club
- Campionato italiano: 2

2015-16, 2017-18

### Nazionale (competizioni minori)
- Torneo 8 Nazioni under 18 2012
- Campionato europeo under 18 2013
- Campionato mondiale under 20 2015
- Montreux Volley Masters 2019
- Universiade 2019